# Baetis obtusiceps
Baetis obtusiceps is een haft uit de familie Baetidae. De wetenschappelijke naam van de soort is voor het eerst geldig gepubliceerd in 1952 door Tshernova.
De soort komt voor in het Palearctisch gebied.